# Parartotrogus
Parartotrogus är ett släkte av kräftdjur som beskrevs av T. och A. Scott 1893. Parartotrogus ingår i familjen Cancerillidae.
Kladogram enligt Dyntaxa:
| Parartotrogus | \| \| Parartotrogus arcticus \| \| \| \| \| \| Parartotrogus richardi \| \| \| \| |
|               | \| \| Parartotrogus arcticus \| \| \| \| \| \| Parartotrogus richardi \| \| \| \| |
|               | Cancerilla                                                                        |
|               |                                                                                   |
|               | Parartotrogus arcticus                                                            |
|               |                                                                                   |
|               | Parartotrogus richardi                                                            |
|               |                                                                                   |

|  | Parartotrogus arcticus |
|  |                        |
|  | Parartotrogus richardi |
|  |                        |